# دونكان أوغيلفي
دونكان أوغيلفي (بالإنجليزية: Duncan Ogilvie)‏ (8 أكتوبر 1911 بغلاسكو في المملكة المتحدة - 6 مايو 1967) هو لاعب كرة قدم بريطاني (وحمل سابقاً جنسية المملكة المتحدة لبريطانيا العظمى وأيرلندا) في مركز الوسط. شارك مع منتخب اسكتلندا لكرة القدم. أما مع النوادي، فقد لعب مع دندي يونايتد ونادي فالكيرك ونادي ماذرويل وهاميلتون أكاديميكال وهدرسفيلد تاون.